# 日本ゴム協会
一般社団法人日本ゴム協会（にほんゴムきょうかい、英文名称The Society of Rubber Science and Technology, Japan）は、ゴムに関する科学技術の発展を目的として活動する日本の学協会である。

## 概要
- 本部 - 〒107-0051 東京都港区元赤坂1-5-26 東部ビル1F
- 会長 - 竹中 幹人 （京都大学）

## 沿革
- 1927年12月 - 関西に日本護謨協会（旧組織）設立
- 1928年4月 - 関東に東京護謨懇話会設立
- 1930年 - 東京護謨懇話会、護謨協会に名称変更
- 1932年1月31日 - 日本護謨協会（旧組織）と護謨協会が統合、日本護謨協会（新組織）発足
- 1937年3月 - 社団法人化
- 1944年1月 - 日本ゴム協会に名称変更
- 2012年4月 - 一般社団法人に移行

## 活動内容
- ゴムに関する研究調査・技術開発